# Historische Stätten und Denkmäler in der Antarktis
Eine Historische Stätte oder Denkmal (englisch Historic Site or Monument, HSM) ist ein geschützter Ort von historischem Interesse auf dem Kontinent Antarktika oder auf einer der vorgelagerten Inseln. Die Liste der historischen Stätten wurde erstmals 1972 erstellt und seitdem auf 96 Stätten erweitert. Das neueste Objekt wurde 2024 gelistet. Fünf Stätten wurden aus verschiedenen Gründen von der Liste entfernt.

## Kriterien
Historische Stätten und Denkmäler sind als eine von drei Klassen von geschützten Gebieten der Antarktis nach dem Antarktisvertrag geschützt. Objekte müssen für die Aufnahme in die Liste eines oder mehrere der folgenden Kriterien erfüllen:
1. Ein besonderes, historisches Ereignis hat an diesem Ort stattgefunden.
2. Der Ort steht in Zusammenhang mit einer bedeutenden Persönlichkeit der antarktischen Geschichte.
3. Der Ort steht in Zusammenhang mit einer bedeutenden Meisterleistung von „Ausdauer oder Erfolg“.
4. Es steht stellvertretend für eine größere Tätigkeit „wichtig für die Entwicklung und das Wissen der Antarktis“.
5. Das Gebäude selbst ist von technischer, historischer, kultureller oder architektonischer Bedeutung.
6. Der Ort hat pädagogisches Potenzial über „erhebliche menschliche Aktivitäten“ in der Antarktis.
7. Es hat symbolischen Wert für die Menschen vieler Nationen.

Vorschlagsberechtigt sind die Unterzeichnerstaaten des Antarktikvertrags. Über eine Aufnahme in die Liste der historischen Stätten und Denkmäler wird auf den jährlich stattfindenden Konsultativtagungen (Antarctic Treaty Consultative Meeting – ATCM) gemeinsam mit der gleichzeitig tagenden Umweltschutzkommission (Committee for Environmental Protection – CEP) entschieden.

## Liste der Historischen Stätten und Denkmäler
| Foto |                 | Nummer | Name                                                                                 | Beschreibung | geschützt durch | Standort                                                                      |
| --- | --------------- | ------ | ------------------------------------------------------------------------------------ | --- | --------------- | ----------------------------------------------------------------------------- |
| Fahnenmast am geographischen Südpol, im Dezember 1965 von der ersten argentinischen Überland-Polarexpedition errichtet. | Datei hochladen | HSM-01 | Fahnenmast am geographischen Südpol                                                  | Fahnenmast am geographischen Südpol, im Dezember 1965 von der ersten argentinischen Überland-Polarexpedition errichtet. | Rec VII-9       | geographischer Südpol 90° 0′ 0″ S, 0° 0′ 0″ O                                 |
| Steinhügel und Gedenktafeln an der Shōwa-Station zur Erinnerung an Shin Fukushima, ein Mitglied der vierten japanischen Forschungsexpedition in die Antarktis, der im Oktober 1960 in Erfüllung seiner Dienstpflichten starb. Der Hügel wurde am 11. Januar 1961 von seinen Kollegen errichtet. Ein Teil seiner Asche ruht in dem Hügel. | Datei hochladen | HSM-02 | Fukushima-Steinhügel                                                                 | Steinhügel und Gedenktafeln an der Shōwa-Station zur Erinnerung an Shin Fukushima, ein Mitglied der vierten japanischen Forschungsexpedition in die Antarktis, der im Oktober 1960 in Erfüllung seiner Dienstpflichten starb. Der Hügel wurde am 11. Januar 1961 von seinen Kollegen errichtet. Ein Teil seiner Asche ruht in dem Hügel. | Rec VII-9       | Ost-Ongul-Insel 69° 0′ 0″ S, 39° 35′ 0″ O                                     |
| Steinhügel und Gedenktafel auf Proclamation Island, Enderbyland, errichtet im Januar 1930 von Sir Douglas Mawson. Der Hügel und die Tafel dienen der Erinnerung an die Landung von Sir Douglas Mawson und einer Gruppe der britischen, australischen und neuseeländischen Forschungsexpedition in der Antarktis 1929–1931 (BANZARE) auf Proclamation Island. | Datei hochladen | HSM-03 | Mawsons Steinhügel, Proclamation Island                                              | Steinhügel und Gedenktafel auf Proclamation Island, Enderbyland, errichtet im Januar 1930 von Sir Douglas Mawson. Der Hügel und die Tafel dienen der Erinnerung an die Landung von Sir Douglas Mawson und einer Gruppe der britischen, australischen und neuseeländischen Forschungsexpedition in der Antarktis 1929–1931 (BANZARE) auf Proclamation Island. | Rec VII-9       | Proclamation Island 65° 51′ 0″ S, 53° 41′ 0″ O                                |
| Stationsgebäude, an dem eine Büste von Wladimir Iljitsch Lenin befestigt ist, mit einer Gedenktafel zur Erinnerung an die Eroberung des Pols der Unzugänglichkeit durch sowjetische Antarktisforscher im Jahre 1958 | Datei hochladen | HSM-04 | Stationsgebäude am Pol der Unzugänglichkeit                                          | Stationsgebäude, an dem eine Büste von Wladimir Iljitsch Lenin befestigt ist, mit einer Gedenktafel zur Erinnerung an die Eroberung des Pols der Unzugänglichkeit durch sowjetische Antarktisforscher im Jahre 1958 | Rec VII-9       | Pol der Unzugänglichkeit 83° 6′ 0″ S, 54° 58′ 0″ O                            |
| Steinhügel und Gedenktafel in Cape Bruce, Mac-Robertson-Land, errichtet im Februar 1931 von Sir Douglas Mawson. Der Hügel und die Tafel dienen der Erinnerung an die Landung von Sir Douglas Mawson und einer Gruppe der britischen, australischen und neuseeländischen Forschungsexpedition in der Antarktis 1929–1931 (BANZARE) am Kap Bruce. | Datei hochladen | HSM-05 | Mawsons Steinhügel, Kap Bruce                                                        | Steinhügel und Gedenktafel in Cape Bruce, Mac-Robertson-Land, errichtet im Februar 1931 von Sir Douglas Mawson. Der Hügel und die Tafel dienen der Erinnerung an die Landung von Sir Douglas Mawson und einer Gruppe der britischen, australischen und neuseeländischen Forschungsexpedition in der Antarktis 1929–1931 (BANZARE) am Kap Bruce. | Rec VII-9       | Kap Bruce 67° 25′ 0″ S, 60° 47′ 0″ O                                          |
| | Datei hochladen | HSM-06 | Wilkins’ Steinhügel                                                                  | Steinhügel bei den Walkabout Rocks, Vestfoldberge, Prinzessin-Elisabeth-Land, errichtet 1939 durch Sir Hubert Wilkins. Der Hügel birgt einen Behälter mit einem Bericht über den Besuch von Sir Hubert Wilkins. | Rec VII-9       | Walkabout Rocks 68° 22′ 0″ S, 78° 33′ 0″ O                                    |
| Stein mit beschrifteter Gedenktafel, errichtet auf der Buromski-Insel, zur Erinnerung an den Fahrer und Kraftfahrzeugmechaniker Iwan Chmara (1936–1956), Teilnehmer der ersten sowjetischen Antarktisexpedition, der in Erfüllung seiner Dienstpflichten am 21. Januar 1956 auf dem Meereis umkam. Ursprünglich stand der Stein bei der Mirny-Station, Mabus Point, wurde aber 1974 umgesetzt. | Datei hochladen | HSM-07 | Iwan-Chmara-Stein                                                                    | Stein mit beschrifteter Gedenktafel, errichtet auf der Buromski-Insel, zur Erinnerung an den Fahrer und Kraftfahrzeugmechaniker Iwan Chmara (1936–1956), Teilnehmer der ersten sowjetischen Antarktisexpedition, der in Erfüllung seiner Dienstpflichten am 21. Januar 1956 auf dem Meereis umkam. Ursprünglich stand der Stein bei der Mirny-Station, Mabus Point, wurde aber 1974 umgesetzt. | Rec VII-9       | Buromski-Insel 66° 32′ 4″ S, 92° 59′ 57″ O                                    |
| | Datei hochladen | HSM-08 | Anatoli-Schtscheglow-Denkmal                                                         | Metallschlitten als Denkmal an der Route zwischen der Mirny- und der Wostok-Station, zwei Kilometer von Mirny entfernt, mit Gedenktafel zur Erinnerung an den Fahrer und Kraftfahrzeugmechaniker Anatoli Schtscheglow, der am 25. Februar 1962 in Erfüllung seiner Dienstpflichten umkam. | Rec VII-9       | Mabus Point 66° 34′ 43″ S, 92° 58′ 23″ O                                      |
| Friedhof auf der Buromski-Insel in der Nähe der Mirny-Station, auf der Teilnehmer sowjetischer Antarktisexpeditionen aus verschiedenen Staaten bestattet sind | Datei hochladen | HSM-09 | Friedhof auf der Buromski-Insel                                                      | Friedhof auf der Buromski-Insel in der Nähe der Mirny-Station, auf der Teilnehmer sowjetischer Antarktisexpeditionen aus verschiedenen Staaten bestattet sind | Rec VII-9       | Buromski-Insel 66° 32′ 4″ S, 93° 0′ 0″ O                                      |
| | Datei hochladen | HSM-10 | Observatorium der sowjetischen Oasis-Station                                         | Magnetisches Observatorium in der Dobrowolski-Station, Bunger-Oase, mit einer Gedenktafel zur Erinnerung an die Eröffnung der Oasis-Station im Jahre 1956 | Rec VII-9       | Bunger-Oase 66° 16′ 0″ S, 100° 45′ 0″ O                                       |
| | Datei hochladen | HSM-11 | Traktor der Wostok-Station                                                           | Schwerer Traktor AT-T Nr. 11 auf der Wostok-Station, Wilkesland, mit einer Gedenktafel zur Erinnerung an die Eröffnung der Station im Jahre 1957 | Rec VII-9       | Wostok-Station, Wilkesland 78° 28′ 0″ S, 106° 48′ 0″ O                        |
| Eishöhle auf Inexpressible Island, Terra Nova Bay, errichtet im März 1912 von der Nordgruppe Victor Campbells (1875–1956), Terra-Nova-Expedition 1910–1913. Die Gruppe verbrachte den Winter 1912 in dieser Eishöhle. Bei der Eishöhle befinden sich ein hölzernes Schild, eine Gedenktafel sowie Seehundknochen. | Datei hochladen | HSM-14 | Eishöhle auf Inexpressible Island                                                    | Eishöhle auf Inexpressible Island, Terra Nova Bay, errichtet im März 1912 von der Nordgruppe Victor Campbells (1875–1956), Terra-Nova-Expedition 1910–1913. Die Gruppe verbrachte den Winter 1912 in dieser Eishöhle. Bei der Eishöhle befinden sich ein hölzernes Schild, eine Gedenktafel sowie Seehundknochen. | Rec VII-9       | Inexpressible Island 74° 54′ 0″ S, 163° 43′ 0″ O                              |
| Hütte am Kap Royds, Ross-Insel, errichtet im Februar 1908 durch die Nimrod-Expedition von 1907 bis 1909 unter der Führung von Sir Ernest Shackleton, wiederhergestellt im Januar 1961 von der Antarktis-Abteilung des neuseeländischen Ministeriums für wissenschaftliche und industrielle Forschung. Die Hütte ist Bestandteil des besonders geschützten Gebiets der Antarktis ASPA-157. | Datei hochladen | HSM-15 | Shackletons Hütte                                                                    | Hütte am Kap Royds, Ross-Insel, errichtet im Februar 1908 durch die Nimrod-Expedition von 1907 bis 1909 unter der Führung von Sir Ernest Shackleton, wiederhergestellt im Januar 1961 von der Antarktis-Abteilung des neuseeländischen Ministeriums für wissenschaftliche und industrielle Forschung. Die Hütte ist Bestandteil des besonders geschützten Gebiets der Antarktis ASPA-157. | Rec VII-9       | Ross-Insel 77° 33′ 0″ S, 166° 10′ 0″ O                                        |
| Hütte am Kap Evans, Ross-Insel, errichtet im Januar 1911 durch die britische Terra-Nova-Expedition 1910–1913 unter der Führung von Kapitän Robert Falcon Scott. Wiederhergestellt im Januar 1961 von der Antarktis-Abteilung des neuseeländischen Ministeriums für wissenschaftliche und industrielle Forschung. Die Hütte ist Bestandteil des besonderen antarktischen Schutzgebiets ASPA-155. | Datei hochladen | HSM-16 | Terra-Nova-Hütte                                                                     | Hütte am Kap Evans, Ross-Insel, errichtet im Januar 1911 durch die britische Terra-Nova-Expedition 1910–1913 unter der Führung von Kapitän Robert Falcon Scott. Wiederhergestellt im Januar 1961 von der Antarktis-Abteilung des neuseeländischen Ministeriums für wissenschaftliche und industrielle Forschung. Die Hütte ist Bestandteil des besonderen antarktischen Schutzgebiets ASPA-155. | Rec VII-9       | Ross-Insel 77° 38′ 0″ S, 166° 24′ 0″ O                                        |
| Kreuz auf dem Wind Vane Hill, Kap Evans, Ross-Insel, errichtet durch die von Kapitän Aeneas Mackintosh geführte Rossmeer-Gruppe der Endurance-Expedition (1914–1916) Ernest Shackletons zur Erinnerung an drei Mitglieder der Gruppe, die 1916 in der Nähe starben. Das Kreuz ist Bestandteil des besonderen antarktischen Schutzgebiets ASPA-155. | Datei hochladen | HSM-17 | Kreuz auf dem Wind Vane Hill                                                         | Kreuz auf dem Wind Vane Hill, Kap Evans, Ross-Insel, errichtet durch die von Kapitän Aeneas Mackintosh geführte Rossmeer-Gruppe der Endurance-Expedition (1914–1916) Ernest Shackletons zur Erinnerung an drei Mitglieder der Gruppe, die 1916 in der Nähe starben. Das Kreuz ist Bestandteil des besonderen antarktischen Schutzgebiets ASPA-155. | Rec VII-9       | Cape Evans, Ross-Insel 77° 38′ 0″ S, 166° 24′ 0″ O                            |
| Hütte bei Hut Point, Ross-Insel, errichtet im Februar 1902 durch die britische Discovery-Expedition 1901–1904 unter der Führung von Kapitän Robert Falcon Scott. Teilweise wiederhergestellt im Januar 1964 von der neuseeländischen Antarktis-Gesellschaft mit Unterstützung der Regierung der Vereinigten Staaten. Die Hütte ist Bestandteil des besonderen antarktischen Schutzgebiets ASPA-158 | Datei hochladen | HSM-18 | Scotts Discovery-Hütte                                                               | Hütte bei Hut Point, Ross-Insel, errichtet im Februar 1902 durch die britische Discovery-Expedition 1901–1904 unter der Führung von Kapitän Robert Falcon Scott. Teilweise wiederhergestellt im Januar 1964 von der neuseeländischen Antarktis-Gesellschaft mit Unterstützung der Regierung der Vereinigten Staaten. Die Hütte ist Bestandteil des besonderen antarktischen Schutzgebiets ASPA-158 | Rec VII-9       | Hut Point, Ross-Insel 77° 50′ 0″ S, 166° 37′ 0″ O                             |
| Kreuz bei Hut Point, Ross-Insel, errichtet im Februar 1904 durch die britische Discovery-Expedition 1901–1904 zur Erinnerung an George T. Vince (1879–1902), ein Mitglied dieser Expedition, der in der Nähe starb. | Datei hochladen | HSM-19 | George-Vince-Kreuz                                                                   | Kreuz bei Hut Point, Ross-Insel, errichtet im Februar 1904 durch die britische Discovery-Expedition 1901–1904 zur Erinnerung an George T. Vince (1879–1902), ein Mitglied dieser Expedition, der in der Nähe starb. | Rec VII-9       | Hut Point, Ross-Insel 77° 50′ 0″ S, 166° 37′ 0″ O                             |
| Kreuz auf dem Observation Hill, Ross-Insel, errichtet im Januar 1913 durch die britische Terra-Nova-Expedition 1910–1913 zur Erinnerung an Kapitän Robert Falcon Scotts Gruppe, die im März 1912 auf dem Rückweg vom Südpol umkam. | Datei hochladen | HSM-20 | Kreuz auf dem Observation Hill                                                       | Kreuz auf dem Observation Hill, Ross-Insel, errichtet im Januar 1913 durch die britische Terra-Nova-Expedition 1910–1913 zur Erinnerung an Kapitän Robert Falcon Scotts Gruppe, die im März 1912 auf dem Rückweg vom Südpol umkam. | Rec VII-9       | Observation Hill, Ross-Insel 77° 51′ 0″ S, 166° 41′ 0″ O                      |
| | Datei hochladen | HSM-21 | Wilsons Steinhütte                                                                   | Überreste einer Steinhütte auf der Anhöhe The Knoll, Kap Crozier, Ross-Insel, errichtet im Juli 1911 anlässlich des Wintermarsches von Edward Wilsons Gruppe der Terra-Nova-Expedition, der dem Einsammeln von Eiern der Kaiserpinguine diente. | Rec VII-9       | Kap Crozier, Ross-Insel 77° 31′ 0″ S, 169° 22′ 0″ O                           |
| Drei Hütten und dazugehörige historische Relikte am Kap Adare. Zwei der Hütten wurden im Februar 1899 während der Southern-Cross-Expedition 1898–1900 unter Leitung von Carsten Egeberg Borchgrevink errichtet. Die dritte Hütte wurde im Februar 1911 durch die von Victor Campbell geführte Nordgruppe der Terra-Nova-Expedition errichtet. Sie ist weitgehend zusammengebrochen, im Jahre 2002 stand lediglich noch der Vorbau. Die drei Hütten sind Bestandteil des besonderen antarktischen Schutzgebiets ASPA-159. | Datei hochladen | HSM-22 | Borchgrevinks Hütten                                                                 | Drei Hütten und dazugehörige historische Relikte am Kap Adare. Zwei der Hütten wurden im Februar 1899 während der Southern-Cross-Expedition 1898–1900 unter Leitung von Carsten Egeberg Borchgrevink errichtet. Die dritte Hütte wurde im Februar 1911 durch die von Victor Campbell geführte Nordgruppe der Terra-Nova-Expedition errichtet. Sie ist weitgehend zusammengebrochen, im Jahre 2002 stand lediglich noch der Vorbau. Die drei Hütten sind Bestandteil des besonderen antarktischen Schutzgebiets ASPA-159. | Rec VII-9       | Kap Adare 71° 18′ 0″ S, 170° 12′ 0″ O                                         |
| Grab des norwegischen Biologen Nicolai Hanson, eines Mitglieds von Carsten Egeberg Borchgrevinks Southern-Cross-Expedition 1898–1900 am Kap Adare. Ein großer Stein markiert das Kopfende des Grabes, dessen Umrisse von weißen Quarzsteinen markiert werden. Am Stein sind ein Kreuz sowie eine Gedenktafel angebracht. | Datei hochladen | HSM-23 | Hansons Grab                                                                         | Grab des norwegischen Biologen Nicolai Hanson, eines Mitglieds von Carsten Egeberg Borchgrevinks Southern-Cross-Expedition 1898–1900 am Kap Adare. Ein großer Stein markiert das Kopfende des Grabes, dessen Umrisse von weißen Quarzsteinen markiert werden. Am Stein sind ein Kreuz sowie eine Gedenktafel angebracht. | Rec VII-9       | Kap Adare 71° 17′ 0″ S, 170° 13′ 0″ O                                         |
| | Datei hochladen | HSM-24 | Amundsens Steinhügel                                                                 | Steinhügel auf Mount Betty, Königin-Maud-Gebirge, errichtet von der Südpolgruppe Roald Amundsens am 6. Januar 1912 auf ihrem Rückweg vom Pol nach Framheim. | Rec VII-9       | Mount Betty 85° 11′ 0″ S, 163° 45′ 0″ W                                       |
| Verlassene Anlagen der argentinischen General-San-Martín-Station auf der Barry-Insel, Debenham-Inseln, Marguerite Bay, mit Kreuz, Fahnenmast und Monolith, errichtet 1951. | Datei hochladen | HSM-26 | verlassene San-Martín-Station                                                        | Verlassene Anlagen der argentinischen General-San-Martín-Station auf der Barry-Insel, Debenham-Inseln, Marguerite Bay, mit Kreuz, Fahnenmast und Monolith, errichtet 1951. | Rec VII-9       | Barry-Insel 68° 8′ 0″ S, 67° 8′ 0″ W                                          |
| Steinhügel mit der Nachbildung einer Gedenktafel auf dem Megalestris Hill der Petermann-Insel, errichtet 1909 von der zweiten französischen Expedition unter Leitung von Jean-Baptiste Charcot. Das Original der Gedenktafel befindet sich in den Beständen des Muséum national d’histoire naturelle in Paris. | Datei hochladen | HSM-27 | Charcots Steinhügel (1909)                                                           | Steinhügel mit der Nachbildung einer Gedenktafel auf dem Megalestris Hill der Petermann-Insel, errichtet 1909 von der zweiten französischen Expedition unter Leitung von Jean-Baptiste Charcot. Das Original der Gedenktafel befindet sich in den Beständen des Muséum national d’histoire naturelle in Paris. | Rec VII-9       | Petermann-Insel 65° 10′ 0″ S, 64° 9′ 0″ W                                     |
| Steinhügel bei Port Charcot, Booth-Insel, mit hölzerner Säule und Gedenktafel mit den Namen der Teilnehmer der ersten französischen Expedition unter Leitung von Jean-Baptiste Charcot, die hier 1904 an Bord der Français überwinterte. | Datei hochladen | HSM-28 | Charcots Steinhügel (1904)                                                           | Steinhügel bei Port Charcot, Booth-Insel, mit hölzerner Säule und Gedenktafel mit den Namen der Teilnehmer der ersten französischen Expedition unter Leitung von Jean-Baptiste Charcot, die hier 1904 an Bord der Français überwinterte. | Rec VII-9       | Port Charcot, Booth-Insel 65° 3′ 0″ S, 64° 1′ 0″ W                            |
| Leuchtturm „Primero de Mayo“ (deutsch 1. Mai) auf der Lambdainsel, Melchior-Inseln, errichtet von Argentinien im Jahre 1942. Es handelt sich um den ersten argentinischen Leuchtturm in der Antarktis. | Datei hochladen | HSM-29 | Leuchtturm „Primero de Mayo“                                                         | Leuchtturm „Primero de Mayo“ (deutsch 1. Mai) auf der Lambdainsel, Melchior-Inseln, errichtet von Argentinien im Jahre 1942. Es handelt sich um den ersten argentinischen Leuchtturm in der Antarktis. | Rec VII-9       | Lambda-Insel, Melchior-Inseln 64° 18′ 0″ S, 62° 59′ 0″ W                      |
| Schutzhütte in Paradise Harbour, errichtet 1950 nahe der chilenischen Gabriel-González-Videla-Station zu Ehren von Gabriel González Videla, dem ersten Staatsoberhaupt, das die Antarktis besuchte. Der Unterstand ist ein repräsentatives Beispiel für Aktivitäten vor dem Internationalen Geophysikalischen Jahr 1957/58. | Datei hochladen | HSM-30 | Schutzhütte „Gabriel González Videla“                                                | Schutzhütte in Paradise Harbour, errichtet 1950 nahe der chilenischen Gabriel-González-Videla-Station zu Ehren von Gabriel González Videla, dem ersten Staatsoberhaupt, das die Antarktis besuchte. Der Unterstand ist ein repräsentatives Beispiel für Aktivitäten vor dem Internationalen Geophysikalischen Jahr 1957/58. | Rec VII-9       | Paradise Harbour 64° 49′ 0″ S, 62° 51′ 0″ W                                   |
| | Datei hochladen | HSM-32 | Monolith nahe der Arturo-Prat-Station                                                | Beton-Monolith, errichtet 1947 in der Nähe der Arturo-Prat-Station auf der Greenwich-Insel, Südliche Shetlandinseln. Referenzpunkt für chilenische hydrographische Studien in der Antarktis. Der Monolith ist ein repräsentatives Beispiel für Aktivitäten vor dem Internationalen Geophysikalischen Jahr 1957/58 und wird derzeit durch das Personal der Arturo-Prat-Station instand gehalten. | Rec VII-9       | Greenwich-Insel, Südliche Shetlandinseln 62° 28′ 0″ S, 59° 40′ 0″ W           |
| | Datei hochladen | HSM-33 | González-Pacheco-Schutzhütte                                                         | Schutzhütte und Kreuz mit Gedenktafel in der Nähe der Arturo-Prat-Station auf der Greenwich-Insel, Südliche Shetlandinseln. Benannt zur Erinnerung an Korvettenkapitän Pedro González Pacheco (1922–1961), der als Leiter der Station im Jahre 1960 auf tragische Weise ums Leben kam. | Rec VII-9       | Greenwich-Insel, Südliche Shetlandinseln 62° 29′ 0″ S, 59° 40′ 0″ W           |
| Büste des chilenischen Seehelden Arturo Prat, aufgestellt im Jahr 1947 auf der Station gleichen Namens auf der Greenwich-Insel, Südliche Shetlandinseln. Die Büste ist repräsentativ für Aktivitäten vor dem Internationalen Geophysikalischen Jahr und hat symbolische Bedeutung im Zusammenhang mit der chilenischen Präsenz in der Antarktis. | Datei hochladen | HSM-34 | Arturo-Prat-Büste                                                                    | Büste des chilenischen Seehelden Arturo Prat, aufgestellt im Jahr 1947 auf der Station gleichen Namens auf der Greenwich-Insel, Südliche Shetlandinseln. Die Büste ist repräsentativ für Aktivitäten vor dem Internationalen Geophysikalischen Jahr und hat symbolische Bedeutung im Zusammenhang mit der chilenischen Präsenz in der Antarktis. | Rec VII-9       | Greenwich-Insel, Südliche Shetlandinseln 62° 50′ 0″ S, 59° 41′ 0″ W           |
| | Datei hochladen | HSM-35 | Statue der Jungfrau von Carmen                                                       | Holzkreuz und Statue der Jungfrau von Carmen, errichtet 1947 nahe der Arturo-Prat-Station auf der Greenwich-Insel, Südliche Shetlandinseln. Die Stätte ist repräsentativ für Aktivitäten vor dem Internationalen Geophysikalischen Jahr und hat einen besonderen symbolischen und architektonischen Wert. | Rec VII-9       | Greenwich-Insel, Südliche Shetlandinseln 62° 29′ 0″ S, 59° 40′ 0″ W           |
| | Datei hochladen | HSM-36 | Gedenktafel für die Dallmann-Expedition                                              | Nachbildung einer Metalltafel in der Potterbucht, King George Island, errichtet von Eduard Dallmann zur Erinnerung an den Besuch seiner deutschen Expedition am 1. März 1874 an Bord der Groenland. | Rec VII-9       | Potterbucht, King George Island 62° 14′ 0″ S, 58° 39′ 0″ W                    |
| | Datei hochladen | HSM-37 | historische Stätte Bernardo O’Higgins                                                | Die historische Stätte am Kap Legoupil, Antarktische Halbinsel, umfasst folgende Strukturen von historischem Wert: - die Statue von Bernardo O’Higgins vor der Station gleichen Namens, errichtet 1948 zu Ehren des ersten Präsidenten Chiles, der die Bedeutung der Antarktis erkannte. Die Stätte ist repräsentativ für Aktivitäten vor dem Internationalen Geophysikalischen Jahr und hat eine symbolische Bedeutung für die Geschichte der Erforschung der Antarktis, da im Jahre 1820 während der Regierungszeit von O’Higgins das Schiff Dragón an der Küste der Antarktis anlegte. - die ehemalige Capitán-General-Bernardo-O’Higgins-Riquelme-Antarktisstation, am 18. Februar 1948 durch den Präsidenten der Republik Chile, Gabriel González Videla, enthüllt, dem ersten Präsidenten, der die Antarktis besuchte. Sie wird als Beispiel einer frühen Station in der modernen Antarktis-Forschung angesehen. - die Gedenktafel für Leutnant Oscar Inostroza Contreras und Leutnant Sergio Ponce Torrealba, die am 12. August 1957 in der Antarktis umkamen. - die Jungfrau-von-Carmen-Grotte, in der Umgebung der Basis, gebaut in den 1970er Jahren, die als Ort der spirituellen Einkehr für die Mitarbeiter der verschiedenen Antarktisstationen und -expeditionen dient. | Rec VII-9       | Kap Legoupil 63° 19′ 0″ S, 57° 54′ 0″ W                                       |
| Holzhütte auf der Snow-Hill-Insel, errichtet im Februar 1902 von der schwedischen Antarktisexpedition unter Leitung von Otto Nordenskjöld. | Datei hochladen | HSM-38 | Nordenskjölds Hütte                                                                  | Holzhütte auf der Snow-Hill-Insel, errichtet im Februar 1902 von der schwedischen Antarktisexpedition unter Leitung von Otto Nordenskjöld. | Rec VII-9       | Snow-Hill-Insel 64° 22′ 0″ S, 56° 59′ 0″ W                                    |
| Steinhütte an der Hope Bay, Trinity-Halbinsel, errichtet im Januar 1903 von einer Gruppe der schwedischen Antarktisexpedition. | Datei hochladen | HSM-39 | Hope-Bay-Hütte                                                                       | Steinhütte an der Hope Bay, Trinity-Halbinsel, errichtet im Januar 1903 von einer Gruppe der schwedischen Antarktisexpedition. | Rec VII-9       | Hope Bay, Trinity-Halbinsel 63° 24′ 0″ S, 56° 59′ 0″ W                        |
| | Datei hochladen | HSM-40 | General-San-Martín-Büste                                                             | Büste von General José de San Martín, Grotte mit einer Statue der Jungfrau von Luján und Fahnenmast auf der Esperanza-Station, Hope Bay, errichtet 1955 von Argentinien; daneben ein Friedhof mit einer Bildsäule zur Erinnerung an Mitglieder argentinischer Expeditionen, die in dem Gebiet ums Leben kamen. | Rec VII-9       | Hope Bay, Trinity-Halbinsel 63° 24′ 0″ S, 56° 59′ 0″ W                        |
| Steinhütte auf der Pauletinsel, Antarktische Halbinsel, errichtet im Februar 1903 von Carl Anton Larsen, dem norwegischen Kapitän des gestrandeten Schiffes Antarctic der schwedischen Antarktisexpedition unter Leitung von Otto Nordenskjöld, mit dem Grab eines Mitglieds der Expedition und einem von den Überlebenden des Schiffbruchs am höchsten Punkt der Insel errichteten Steinhügel, der die Aufmerksamkeit von Rettungsexpeditionen auf sich lenken sollte. | Datei hochladen | HSM-41 | Pauletinsel-Hütte                                                                    | Steinhütte auf der Pauletinsel, Antarktische Halbinsel, errichtet im Februar 1903 von Carl Anton Larsen, dem norwegischen Kapitän des gestrandeten Schiffes Antarctic der schwedischen Antarktisexpedition unter Leitung von Otto Nordenskjöld, mit dem Grab eines Mitglieds der Expedition und einem von den Überlebenden des Schiffbruchs am höchsten Punkt der Insel errichteten Steinhügel, der die Aufmerksamkeit von Rettungsexpeditionen auf sich lenken sollte. | Rec VII-9       | Pauletinsel 63° 34′ 0″ S, 55° 45′ 0″ W                                        |
| Im Gebiet von Scotia Bay, Laurie-Insel, Südliche Orkneyinseln befinden sich eine Steinhütte, erbaut 1903 von der Scottish National Antarctic Expedition unter William Speirs Bruce, eine argentinische meteorologische Hütte und ein argentinisches magnetisches Observatorium, gebaut 1905 und bekannt als „Moneta House“, sowie ein Friedhof mit zwölf Gräbern, von denen das älteste aus dem Jahr 1903 stammt. | Datei hochladen | HSM-42 | Scotia-Bay-Hütten                                                                    | Im Gebiet von Scotia Bay, Laurie-Insel, Südliche Orkneyinseln befinden sich eine Steinhütte, erbaut 1903 von der Scottish National Antarctic Expedition unter William Speirs Bruce, eine argentinische meteorologische Hütte und ein argentinisches magnetisches Observatorium, gebaut 1905 und bekannt als „Moneta House“, sowie ein Friedhof mit zwölf Gräbern, von denen das älteste aus dem Jahr 1903 stammt. | Rec VII-9       | Laurie-Insel, Südliche Orkneyinseln 60° 46′ 0″ S, 44° 40′ 0″ W                |
| | Datei hochladen | HSM-43 | General-Belgrano-Kreuz                                                               | Kreuz, errichtet 1955 in einer Entfernung von 1300 m nordöstlich der argentinischen Belgrano-I-Station und im Jahre 1979 verlegt zur Belgrano-II-Station, Bertrab-Nunataks, Coatsland | Rec VII-9       | Bertrab-Nunataks, Coatsland 77° 52′ 0″ S, 34° 37′ 0″ W                        |
| | Datei hochladen | HSM-44 | Dakshin-Gangotri-Gedenktafel                                                         | Gedenktafel, errichtet auf der provisorischen indischen Dakshin-Gangotri-Station, Prinzessin-Astrid-Küste, Königin-Maud-Land, mit den Namen der Teilnehmer der ersten indischen Antarktisexpedition, die am 9. Januar 1982 in der Nähe landete. | Rec XII-7       | Prinzessin-Astrid-Küste 70° 45′ 0″ S, 11° 38′ 0″ O                            |
| | Datei hochladen | HSM-45 | Gerlache-Expeditions-Gedenktafel                                                     | Gedenktafel auf der Brabant-Insel, Metchnikoff Point, errichtet in einer Höhe von 70 m auf dem Kamm der Moräne, die diesen Punkt vom Gletscher trennt. Die Tafel trägt folgende Aufschrift trägt: „Dieses Denkmal wurde von François de Gerlache und anderen Teilnehmern der Joint Services Expedition 1983–1985 zur Erinnerung an die erste Landung der belgischen Antarktisexpedition auf der Brabant-Insel 1897–99 errichtet: Adrien de Gerlache (Belgien), Leiter, Roald Amundsen (Norwegen), Henryk Arctowski (Polen), Frederick Cook (USA), Émile Danco (Belgien), die dort in der Nähe vom 30. November 1897 bis 6. Februar 1898 ihr Lager hatten.“ | Rec XIII-16     | Brabant-Insel 64° 2′ 0″ S, 62° 34′ 0″ W                                       |
| | Datei hochladen | HSM-46 | Reste der Port-Martin-Station                                                        | Alle Gebäude und Anlagen auf der Port-Martin-Station, Adélieland, errichtet 1950 von der dritten französischen Expedition nach Adelieland und in der Nacht vom 23. zum 24. Januar 1952 durch ein Feuer teilweise zerstört. | Rec XIII-16     | Port Martin, Adelieland 66° 49′ 0″ S, 141° 24′ 0″ O                           |
| Holzgebäude, bekannt unter der Bezeichnung „Marret-Station“ auf der Pétrel-Insel, Adélieland, in dem 1952 – nach dem Feuer auf der Port-Martin-Station – sieben Männer unter der Leitung von Mario Marret überwinterten. | Datei hochladen | HSM-47 | Marret-Station                                                                       | Holzgebäude, bekannt unter der Bezeichnung „Marret-Station“ auf der Pétrel-Insel, Adélieland, in dem 1952 – nach dem Feuer auf der Port-Martin-Station – sieben Männer unter der Leitung von Mario Marret überwinterten. | Rec XIII-16     | Petrel-Insel, Adelieland 66° 40′ 0″ S, 140° 1′ 0″ O                           |
| | Datei hochladen | HSM-48 | Prudhomme-Kreuz                                                                      | Eisernes Kreuz an der nordöstlichen Landspitze der Pétrel-Insel, Adelieland, errichtet in Erinnerung an André Prudhomme (1920–1959), den leitenden Meteorologen der dritten Expedition aus Anlass des Internationalen Geophysikalischen Jahres, der während eines Schneesturms am 7. Februar 1959 verschwand. | Rec XIII-16     | Petrel-Insel, Adelieland 66° 40′ 0″ S, 140° 1′ 0″ O                           |
| | Datei hochladen | HSM-49 | Bunger-Hill-Säule                                                                    | Betonsäule, Bunger Hill, Queen-Mary-Land, errichtet von der ersten polnischen Antarktisexpedition in der Dobrolowski-Station zur Messung der Schwerebeschleunigung g = 982.439,4 mGal ± 0,4 mGal mit Bezug auf Warschau nach dem Potsdam-System im Januar 1959. | Rec XIII-16     | Bunger-Oase, Bunger Hill, Queen-Mary-Land 66° 16′ 0″ S, 100° 45′ 0″ O         |
| Erinnerungstafel aus Messing mit dem polnischen Adler, dem nationalen Wahrzeichen Polens, den Jahreszahlen 1975 und 1976 und folgendem Text auf Polnisch, Englisch und Russisch: „In Erinnerung an die Landung der Mitglieder der ersten polnischen maritimen Antarktis-Forschungsexpedition auf den Schiffen Profesor Siedlecki und Tazar im Februar 1976“. Diese Tafel befindet sich auf einer Seeklippe südwestlich der chilenischen und sowjetischen Stationen und ist der Maxwell Bay, Fildes-Halbinsel, King George Island zugewandt. | Datei hochladen | HSM-50 | Gedenktafel mit polnischem Adler                                                     | Erinnerungstafel aus Messing mit dem polnischen Adler, dem nationalen Wahrzeichen Polens, den Jahreszahlen 1975 und 1976 und folgendem Text auf Polnisch, Englisch und Russisch: „In Erinnerung an die Landung der Mitglieder der ersten polnischen maritimen Antarktis-Forschungsexpedition auf den Schiffen Profesor Siedlecki und Tazar im Februar 1976“. Diese Tafel befindet sich auf einer Seeklippe südwestlich der chilenischen und sowjetischen Stationen und ist der Maxwell Bay, Fildes-Halbinsel, King George Island zugewandt. | Rec XIII-16     | King George Island 62° 12′ 0″ S, 59° 1′ 0″ W                                  |
| | Datei hochladen | HSM-51 | Puchalskis Grab                                                                      | Grab von Wlodzimierz Puchalski (1909–1979), gekrönt von einem Eisenkreuz, auf einem Hügel südlich der Arctowski-Station auf King George Island. Włodzimierz Puchalski (1909–1979) war Künstler und Produzent von Dokumentar-Naturfilmen. Er starb am 19. Januar 1979 bei Arbeiten in einer Pinguinkolonie nahe der Station. | Rec XIII-16     | King George Island 62° 13′ 0″ S, 58° 28′ 0″ W                                 |
| | Datei hochladen | HSM-52 | Monolith an der Große-Mauer-Station                                                  | Monolith auf der Fildes-Halbinsel, King George Island, Südliche Shetlandinseln, errichtet zur Erinnerung an die Errichtung der Große-Mauer-Station am 20. Februar 1985 von der Volksrepublik China. Der Monolith trägt die folgende chinesische Aufschrift: „Große-Mauer-Station, erste chinesische Antarktis-Forschungsexpedition, 20. Februar 1985“. | Rec XIII-16     | King George Island 62° 13′ 0″ S, 58° 58′ 0″ W                                 |
| Büste von Kapitän Luis Alberto Pardo, Monolith und Gedenktafeln am Point Wild, Elephant Island, Südliche Shetlandinseln, zur Feier der Rettung der Überlebenden des britischen Schiffes Endurance durch den chilenischen Marinekutter Yelcho mit folgender Aufschrift: „Hier hat am 30. August 1916 der chilenische Marinekutter Yelcho, geführt vom Lotsen Luis Pardo Villalón, 22 Teilnehmern der Shackleton-Expedition das Leben gerettet, die den Schiffbruch der Endurance überlebten und viereinhalb Monate auf dieser Insel lebten.“ Der Monolith und die Tafeln wurden auf Elephant Island und ihre Nachbildungen auf den chilenischen Stationen „Arturo Prat“ und „Presidente Eduardo Frei“ errichtet. Bronzebüsten des Lotsen Luis Pardo Villalón wurden auf den drei oben genannten Monolithen während der XXIV. chilenischen wissenschaftlichen Antarktisexpedition 1987–1988 aufgestellt. | Datei hochladen | HSM-53 | Endurance-Gedenkstätte                                                               | Büste von Kapitän Luis Alberto Pardo, Monolith und Gedenktafeln am Point Wild, Elephant Island, Südliche Shetlandinseln, zur Feier der Rettung der Überlebenden des britischen Schiffes Endurance durch den chilenischen Marinekutter Yelcho mit folgender Aufschrift: „Hier hat am 30. August 1916 der chilenische Marinekutter Yelcho, geführt vom Lotsen Luis Pardo Villalón, 22 Teilnehmern der Shackleton-Expedition das Leben gerettet, die den Schiffbruch der Endurance überlebten und viereinhalb Monate auf dieser Insel lebten.“ Der Monolith und die Tafeln wurden auf Elephant Island und ihre Nachbildungen auf den chilenischen Stationen „Arturo Prat“ und „Presidente Eduardo Frei“ errichtet. Bronzebüsten des Lotsen Luis Pardo Villalón wurden auf den drei oben genannten Monolithen während der XXIV. chilenischen wissenschaftlichen Antarktisexpedition 1987–1988 aufgestellt. | Rec XIV-8       | Elephant Island, Südliche Shetlandinseln 61° 5′ 54″ S, 54° 51′ 40″ W          |
| Büste von Richard E. Byrd, errichtet 1965 auf der McMurdo-Station. Bronzebüste auf schwarzem Marmor auf einer Holzplattform, auf der die polaren Errungenschaften von Richard Evelyn Byrd beschrieben sind. | Datei hochladen | HSM-54 | Richard-Byrd-Büste                                                                   | Büste von Richard E. Byrd, errichtet 1965 auf der McMurdo-Station. Bronzebüste auf schwarzem Marmor auf einer Holzplattform, auf der die polaren Errungenschaften von Richard Evelyn Byrd beschrieben sind. | Rec XV-12       | Hut-Point-Halbinsel, Ross-Insel 77° 51′ 0″ S, 166° 40′ 0″ O                   |
| East Base, Stonington-Insel. Gebäude und Artefakte auf dem östlichen Stützpunkt, Stonington-Insel, und in seiner unmittelbaren Umgebung. Diese Bauten wurden während der amerikanischen Überwinterungsexpeditionen (United States Antarctic Service Expedition 1940–1941 und Ronne-Forschungsexpedition 1947–1948) errichtet und genutzt. In Nord-Süd-Richtung (vom Strand bis zum Nordostgletscher bei Back Bay) weist dieses historische Gebiet eine Ausdehnung von 1000 m auf, in Ost-West-Richtung etwa 500 m. | Datei hochladen | HSM-55 | East Base                                                                            | East Base, Stonington-Insel. Gebäude und Artefakte auf dem östlichen Stützpunkt, Stonington-Insel, und in seiner unmittelbaren Umgebung. Diese Bauten wurden während der amerikanischen Überwinterungsexpeditionen (United States Antarctic Service Expedition 1940–1941 und Ronne-Forschungsexpedition 1947–1948) errichtet und genutzt. In Nord-Süd-Richtung (vom Strand bis zum Nordostgletscher bei Back Bay) weist dieses historische Gebiet eine Ausdehnung von 1000 m auf, in Ost-West-Richtung etwa 500 m. | Rec XV-12       | Stonington-Insel 68° 11′ 2″ S, 66° 59′ 53″ W                                  |
| Reste der Hütte am Waterboat Point, Danco-Küste, Antarktische Halbinsel, die von den zwei Teilnehmern Thomas Wyatt Bagshawe (1901–1976) und Maxime Charles Lester (1891–1957) der British Imperial Antarctic Expedition 1920–1922 von 1921 bis 1922 bewohnt wurde, sowie ihre unmittelbare Umgebung. Es existieren nur noch der Sockel des Bootes, die Füße der Türpfosten und ein Grundriss der Hütte und des Anbaus nahe der chilenischen Gabriel-González-Videla-Station. | Datei hochladen | HSM-56 | Hütte am Waterboat Point                                                             | Reste der Hütte am Waterboat Point, Danco-Küste, Antarktische Halbinsel, die von den zwei Teilnehmern Thomas Wyatt Bagshawe (1901–1976) und Maxime Charles Lester (1891–1957) der British Imperial Antarctic Expedition 1920–1922 von 1921 bis 1922 bewohnt wurde, sowie ihre unmittelbare Umgebung. Es existieren nur noch der Sockel des Bootes, die Füße der Türpfosten und ein Grundriss der Hütte und des Anbaus nahe der chilenischen Gabriel-González-Videla-Station. | Rec XVI-11      | Waterboat Point, Danco-Küste 64° 49′ 0″ S, 62° 51′ 0″ W                       |
| | Datei hochladen | HSM-57 | MacFarlane-Gedenktafel                                                               | Gedenktafel in der Yankee Bay (Yankee Harbour), MacFarlane-Straße, Greenwich-Insel, Südliche Shetlandinseln, nahe einer chilenischen Schutzhütte, und errichtet zur Erinnerung an Kapitän Andrew MacFarlane, der 1820 das Gebiet der Antarktischen Halbinsel in der Brigantine Dragon erforschte. | Rec XVI-11      | Yankee Harbour, Greenwich-Insel 62° 32′ 0″ S, 59° 45′ 0″ W                    |
| | Datei hochladen | HSM-59 | San-Telmo-Steinhügel                                                                 | Steinhügel am Half Moon Beach, Kap Shirreff, Livingston-Insel, Südliche Shetlandinseln, und Gedenktafel am Cerro Gaviota gegenüber den San-Telmo-Inseln, in Erinnerung an die Offiziere, Soldaten und Seeleute an Bord des spanischen Schiffes San Telmo, das im September 1819 unterging. Es handelt sich wahrscheinlich um die ersten Menschen, die in der Antarktis lebten und starben. Die Stätte ist Bestandteil des besonderen antarktischen Schutzgebiets ASPA-149. | Rec XVI-11      | Half Moon Beach, Livingston-Insel 62° 28′ 0″ S, 60° 46′ 0″ W                  |
| | Datei hochladen | HSM-60 | Uruguay-Steinhügel                                                                   | Hölzerne Gedenktafel und Steinhügel in Penguins Bay an der Südküste der Seymour-Insel (isla Marambio), James-Ross-Archipel. Diese Tafel wurde am 10. November 1903 durch die Mannschaft einer Rettungsmission der argentinischen Korvette Uruguay an der Stelle errichtet, wo sie die Teilnehmer der schwedischen Expedition unter Leitung von Otto Nordenskjöld traf. Die Tafel trägt folgende Aufschrift: „10. XI. 1903 Uruguay (argentinische Marine) bei ihrer Fahrt zur Unterstützung der schwedischen Antarktisexpedition“. Im Januar 1990 wurde von Argentinien ein Steinhügel in Erinnerung an dieses Ereignis an der Stelle errichtet, wo sich die Gedenktafel befindet. | Rec XVII-3      | Penguins Bay, Seymour-Insel 64° 16′ 0″ S, 56° 39′ 0″ W                        |
| Port Lockroy, „Base A“ auf der Goudier-Insel vor der Wiencke-Insel, Antarktische Halbinsel, von historischer Bedeutung als Stützpunkt der Operation Tabarin im Jahre 1944 sowie für die wissenschaftliche Forschung, so die ersten Messungen aus der Ionosphäre und die erste Aufnahme eines atmosphärischen Pfeifens in der Antarktis. Port Lockroy war eine wesentliche Überwachungsstation während des Internationalen Geophysikalischen Jahres 1957/1958. | Datei hochladen | HSM-61 | Port Lockroy                                                                         | Port Lockroy, „Base A“ auf der Goudier-Insel vor der Wiencke-Insel, Antarktische Halbinsel, von historischer Bedeutung als Stützpunkt der Operation Tabarin im Jahre 1944 sowie für die wissenschaftliche Forschung, so die ersten Messungen aus der Ionosphäre und die erste Aufnahme eines atmosphärischen Pfeifens in der Antarktis. Port Lockroy war eine wesentliche Überwachungsstation während des Internationalen Geophysikalischen Jahres 1957/1958. | M 4 (1995)      | Port Lockroy, Goudier-Insel 64° 49′ 0″ S, 63° 29′ 0″ W                        |
| „Base F“ (Wordie-Haus), Winter-Insel, Argentinische Inseln (Antarktika), von historischer Bedeutung als ein Beispiel einer frühen britischen wissenschaftlichen Forschungsstation. | Datei hochladen | HSM-62 | Base F (Wordie-Haus)                                                                 | „Base F“ (Wordie-Haus), Winter-Insel, Argentinische Inseln (Antarktika), von historischer Bedeutung als ein Beispiel einer frühen britischen wissenschaftlichen Forschungsstation. | M 4 (1995)      | Winter-Insel, Argentinische Inseln 65° 15′ 0″ S, 64° 16′ 0″ W                 |
| „Base Y“, Horseshoe Island, Marguerite Bay, West-Grahamland. Bemerkenswert als eine relativ unveränderte und vollständig ausgerüstete britische wissenschaftliche Station der späten 1950er Jahre. „Blaiklock“, die Schutzhütte in der Nähe, wird als wesentlicher Bestandteil des Stützpunkts betrachtet. | Datei hochladen | HSM-63 | Base Y                                                                               | „Base Y“, Horseshoe Island, Marguerite Bay, West-Grahamland. Bemerkenswert als eine relativ unveränderte und vollständig ausgerüstete britische wissenschaftliche Station der späten 1950er Jahre. „Blaiklock“, die Schutzhütte in der Nähe, wird als wesentlicher Bestandteil des Stützpunkts betrachtet. | M 4 (1995)      | Horseshoe Island, Marguerite Bay 67° 48′ 30″ S, 67° 17′ 39″ W                 |
| „Base E“ auf Stonington-Insel, Marguerite Bay, West-Grahamland, von historischer Bedeutung für die frühen Jahre der Erforschung und später für die Geschichte des British Antarctic Survey (BAS) der sechziger und siebziger Jahre des 20. Jahrhunderts. | Datei hochladen | HSM-64 | Base E (Stonington Island)                                                           | „Base E“ auf Stonington-Insel, Marguerite Bay, West-Grahamland, von historischer Bedeutung für die frühen Jahre der Erforschung und später für die Geschichte des British Antarctic Survey (BAS) der sechziger und siebziger Jahre des 20. Jahrhunderts. | M 4 (1995)      | Stonington-Insel, Marguerite Bay 68° 11′ 9″ S, 66° 59′ 41″ W                  |
| | Datei hochladen | HSM-65 | Antarktischer Nachrichtenpfosten                                                     | Nachrichtenpfosten, Svend-Foyn-Insel, Possession Islands. Der Pfosten mit einem daran angebrachten Kasten wurde am 16. Januar 1895 während der Walfangexpedition von Henryk Bull und Kapitän Leonard Kristensen (1857–1911) vom Schiff Antarctica errichtet. Er wurde 1898 bis 1900 von der britischen Southern-Cross-Expedition gesucht und unversehrt vorgefunden, 1956 vom Strand aus durch die USS Edisto und 1965 von der USCGS Glacier gesichtet. | M 4 (1995)      | Svend-Foyn-Insel, Possession Islands 71° 56′ 28″ S, 171° 5′ 29″ O             |
| | Datei hochladen | HSM-66 | Prestruds Steinhügel                                                                 | Prestruds Steinhügel, Scott-Nunataks, Alexandra Mountains, Edward-VII-Halbinsel. Der kleine Felshügel wurde am 3. Dezember 1911 während der norwegischen Antarktisexpedition 1910–1912 am Fuß der Hauptklippe auf der nördlichen Seite des Nunataks durch Leutnant Kristian Prestrud errichtet. | M 4 (1995)      | Alexandra Mountains, Edward-VII-Halbinsel 77° 11′ 0″ S, 154° 32′ 0″ W         |
| Steinhütte „Granithaus“, Cape Geology, Granithafen. Diese Schutzhütte wurde im Dezember 1911 zur Nutzung als Feldküche von Griffith Taylors (1880–1963) zweiter geologischer Exkursion während der Terra-Nova-Expedition 1910–1913 errichtet. Sie war auf drei Seiten von Granitblöcken umschlossen. Ein Schlitten diente als Firstbalken, über dem Robbenfelle lagen. Die Steinwände des Unterstandes sind teilweise eingestürzt. In dem Unterstand befinden sich korrodierte Überreste von Blechdosen, ein Robbenfell und etwas Kabel. Der Schlitten befindet sich nunmehr 50 m seewärts des Unterstandes und besteht aus wenigen verstreuten Holzstücken, Riemen und Schnallen. Die Stätte ist Bestandteil des besonderen antarktischen Schutzgebiets ASPA-154. | Datei hochladen | HSM-67 | Granithaus                                                                           | Steinhütte „Granithaus“, Cape Geology, Granithafen. Diese Schutzhütte wurde im Dezember 1911 zur Nutzung als Feldküche von Griffith Taylors (1880–1963) zweiter geologischer Exkursion während der Terra-Nova-Expedition 1910–1913 errichtet. Sie war auf drei Seiten von Granitblöcken umschlossen. Ein Schlitten diente als Firstbalken, über dem Robbenfelle lagen. Die Steinwände des Unterstandes sind teilweise eingestürzt. In dem Unterstand befinden sich korrodierte Überreste von Blechdosen, ein Robbenfell und etwas Kabel. Der Schlitten befindet sich nunmehr 50 m seewärts des Unterstandes und besteht aus wenigen verstreuten Holzstücken, Riemen und Schnallen. Die Stätte ist Bestandteil des besonderen antarktischen Schutzgebiets ASPA-154. | M 4 (1995)      | Geologiekap, Granithafen 77° 0′ 0″ S, 162° 32′ 0″ O                           |
| | Datei hochladen | HSM-68 | Hells-Gate-Moraine-Depot                                                             | Depot, Hells Gate Moraine, Inexpressible Island, Terra-Nova-Bucht. Ein Notfalldepot, bestehend aus einem Schlitten, der mit Vorräten und Ausrüstung beladen war und am 25. Januar 1913 von der britischen Terra-Nova-Expedition 1910–1913 dort platziert wurde. 1994 wurde der zunehmend verfallende Schlitten samt Vorräten entfernt, um deren Zustand zu erhalten. | M 4 (1995)      | Inexpressible Island 74° 52′ 0″ S, 163° 50′ 0″ O                              |
| | Datei hochladen | HSM-69 | Nachrichtenpfosten der Discovery-Expedition                                          | Nachrichtenpfosten am Post Office Hill, Kap Crozier, Ross-Insel. Errichtet am 22. Januar 1902 durch Kapitän Robert F. Scotts Discovery-Expedition 1901–1904. Der Pfosten diente dazu, die Versorgungsschiffe der Expedition mit Informationen zu versorgen. An dem Pfosten war ein Zylinder aus Metall befestigt, der inzwischen entfernt wurde. Der Pfosten ist Bestandteil des besonderen antarktischen Schutzgebiets ASPA-124. | M 4 (1995)      | Kap Crozier, Ross-Insel 77° 27′ 0″ S, 169° 16′ 0″ O                           |
| | Datei hochladen | HSM-70 | Scotts Nachrichtenpfosten                                                            | Nachrichtenpfosten am Kap Wadworth, Coulman-Insel. Ein Metallzylinder, der an einen roten Pfosten acht Meter über dem Meeresspiegel genagelt ist, aufgestellt von Kapitän Robert F. Scott am 15. Januar 1902. Kapitän Scott bemalte die Felsen hinter dem Pfosten mit roter und weißer Farbe, um ihn deutlicher sichtbar zu machen. | M 4 (1995)      | Kap Wadworth, Coulman-Insel 73° 19′ 0″ S, 169° 47′ 0″ O                       |
| Whalers Bay, Deception Island, Südliche Shetlandinseln. Die Stätte umfasst alle Überreste aus der Zeit vor 1970 an der Küste der Whalers Bay. Dazu gehören unter anderem: * Überreste aus der frühen Walfangzeit von 1906–1912, initiiert durch Kapitän Adolfus Andresen (1872–1940) von der Sociedad Ballenera de Magallanes, Chile; * Überreste der norwegischen Walfangstation „Hektor“ aus dem Jahre 1912 und sämtliche Gegenstände im Zusammenhang mit ihrem Betrieb bis 1931. * ein Friedhof mit 35 Gräbern sowie einer Gedenkstätte für zehn Menschen, die auf See starben; * die Überreste aus der Zeit der britischen wissenschaftlichen und Kartierungstätigkeit von 1944–1969. Die Stätte erinnert ferner an den historischen Wert anderer Ereignisse, die an diesem Ort stattfanden und von denen keinerlei Spuren zurückgeblieben sind. | Datei hochladen | HSM-71 | Whalers Bay                                                                          | Whalers Bay, Deception Island, Südliche Shetlandinseln. Die Stätte umfasst alle Überreste aus der Zeit vor 1970 an der Küste der Whalers Bay. Dazu gehören unter anderem: - Überreste aus der frühen Walfangzeit von 1906–1912, initiiert durch Kapitän Adolfus Andresen (1872–1940) von der Sociedad Ballenera de Magallanes, Chile; - Überreste der norwegischen Walfangstation „Hektor“ aus dem Jahre 1912 und sämtliche Gegenstände im Zusammenhang mit ihrem Betrieb bis 1931. - ein Friedhof mit 35 Gräbern sowie einer Gedenkstätte für zehn Menschen, die auf See starben; - die Überreste aus der Zeit der britischen wissenschaftlichen und Kartierungstätigkeit von 1944–1969. Die Stätte erinnert ferner an den historischen Wert anderer Ereignisse, die an diesem Ort stattfanden und von denen keinerlei Spuren zurückgeblieben sind. | M 4 (1995)      | Deception Island, Südliche Shetlandinseln 62° 59′ 0″ S, 60° 34′ 0″ W          |
| | Datei hochladen | HSM-72 | Mikkelsens Steinhügel                                                                | Mikkelsens Steinhügel, Tryne-Inseln, Vestfoldberge. Ein Steinhügel und ein hölzerner Mast, errichtet durch den Landungstrupp der norwegischen Antarktisexpedition 1934–1935. Diese Expedition wurde von Klarius Mikkelsen (1887–1941), dem Kapitän des norwegischen Walfängers Thorshavn, geleitet. Zu ihr gehörte auch Caroline Mikkelsen (1904–1999), die Frau von Kapitän Mikkelsen und die erste Frau, die die Ostantarktis betrat. Der Steinhügel wurde 1957 und 1995 von Feldtrupps der Australian National Antarctic Research Expeditions wiederentdeckt. | Rec XV-6        | Tryne-Inseln, Vestfoldberge 68° 22′ 0″ S, 78° 24′ 0″ O                        |
| Gedenkkreuz für die Opfer des Flugzeugabsturzes von 1979 am Mount Erebus, Lewis-Bucht, Ross-Insel. Im Gedenken an die 257 Opfer verschiedener Nationalitäten, die ihr Leben verloren, als ihr Flugzeug an der Flanke des Mount Erebus zerschellte, wurde im Januar 1987 ein Kreuz aus Edelstahl auf einer Felsnase drei Kilometer von der Absturzstelle entfernt am Mount Erebus errichtet. | Datei hochladen | HSM-73 | Mount-Erebus-Kreuz                                                                   | Gedenkkreuz für die Opfer des Flugzeugabsturzes von 1979 am Mount Erebus, Lewis-Bucht, Ross-Insel. Im Gedenken an die 257 Opfer verschiedener Nationalitäten, die ihr Leben verloren, als ihr Flugzeug an der Flanke des Mount Erebus zerschellte, wurde im Januar 1987 ein Kreuz aus Edelstahl auf einer Felsnase drei Kilometer von der Absturzstelle entfernt am Mount Erebus errichtet. | Rec XI-3        | Mount Erebus, Lewis-Bucht 77° 25′ 0″ S, 167° 27′ 0″ O                         |
| | Datei hochladen | HSM-74 | Namenlose Bucht                                                                      | Namenlose Bucht an der Südwestküste von Elephant Island samt dem Ufer- und Tidenbereich, in dem sich das Wrack eines großen hölzernen Segelschiffes befindet. | M 2 (1998)      | Elephant Island 61° 14′ 0″ S, 55° 22′ 0″ W                                    |
| Hütte A beim Pram Point an der Scott-Station, Ross-Insel. Die Hütte A erinnert als erstes Bauwerk Neuseelands in der Antarktis an die Errichtung der Scott-Station, die frühen wissenschaftlichen Untersuchungen im Gebiet des Rossmeers, die Einbindung Neuseelands in das Internationale Geophysikalische Jahr 1957, die Verbindungen zwischen der Antarktis und Neuseeland sowie an die Commonwealth Trans-Antarctic Expedition 1956/57. | Datei hochladen | HSM-75 | Hütte A der Scott-Station                                                            | Hütte A beim Pram Point an der Scott-Station, Ross-Insel. Die Hütte A erinnert als erstes Bauwerk Neuseelands in der Antarktis an die Errichtung der Scott-Station, die frühen wissenschaftlichen Untersuchungen im Gebiet des Rossmeers, die Einbindung Neuseelands in das Internationale Geophysikalische Jahr 1957, die Verbindungen zwischen der Antarktis und Neuseeland sowie an die Commonwealth Trans-Antarctic Expedition 1956/57. | M 1 (2001)      | Pram Point, Ross-Insel 77° 51′ 0″ S, 166° 46′ 0″ O                            |
| Ruinen der Pedro-Aguirre-Cerda-Station bei der Pendulum Cove, Deception Island. Die Station diente bis zum 4. Dezember 1967 als meteorologisches und Kommunikationszentrum und wurde dann durch Vulkanausbrüche 1967 und 1969 völlig zerstört. Die Ruinen verdeutlichen in dramatischer Weise den Einfluss von Naturereignissen auf eine antarktische Station. | Datei hochladen | HSM-76 | Ruinen der Aguirre-Cerda-Station                                                     | Ruinen der Pedro-Aguirre-Cerda-Station bei der Pendulum Cove, Deception Island. Die Station diente bis zum 4. Dezember 1967 als meteorologisches und Kommunikationszentrum und wurde dann durch Vulkanausbrüche 1967 und 1969 völlig zerstört. Die Ruinen verdeutlichen in dramatischer Weise den Einfluss von Naturereignissen auf eine antarktische Station. | M 2 (2001)      | Pendulum Cove, Deception Island 62° 59′ 0″ S, 60° 40′ 0″ W                    |
| Kap Denison, Commonwealth-Bucht, George-V.-Land, Ostantarktika. Es handelt sich um eine der wichtigsten Stätten früher menschlicher Aktivität in der Antarktis, an der sich auch die Basis der Australasiatischen Antarktisexpedition 1911–1914 befand, die von Douglas Mawson organisiert und geleitet wurde und wo sich eine von nur sechs Hütten befindet, die noch aus der „Heroischen Phase“ der Eroberung der Antarktis 1895–1917 erhalten ist. Die Historische Stätte ist gleichzeitig als besonders verwaltetes Gebiet der Antarktis ASMA-3 ausgewiesen und schließt wie dieses das besondere antarktische Schutzgebiet ASPA-162 ein. | Datei hochladen | HSM-77 | Kap Denison                                                                          | Kap Denison, Commonwealth-Bucht, George-V.-Land, Ostantarktika. Es handelt sich um eine der wichtigsten Stätten früher menschlicher Aktivität in der Antarktis, an der sich auch die Basis der Australasiatischen Antarktisexpedition 1911–1914 befand, die von Douglas Mawson organisiert und geleitet wurde und wo sich eine von nur sechs Hütten befindet, die noch aus der „Heroischen Phase“ der Eroberung der Antarktis 1895–1917 erhalten ist. Die Historische Stätte ist gleichzeitig als besonders verwaltetes Gebiet der Antarktis ASMA-3 ausgewiesen und schließt wie dieses das besondere antarktische Schutzgebiet ASPA-162 ein. | M 3 (2004)      | Commonwealth-Bucht, George-V.-Land 67° 0′ 30″ S, 142° 39′ 40″ O               |
| | Datei hochladen | HSM-78 | Gedenktafel für die neunte indische Expedition                                       | Gedenktafel und Gebäude beim India Point, Flånuten, Alexander-von-Humboldt-Gebirge, Wohlthatmassiv, zentrales Königin-Maud-Land. Es handelt sich um eine Tafel, die im Gedenken an vier Mitglieder der neunten indischen Antarktisexpedition – drei Wissenschaftler des Geological Survey of India und ein Kommunikationstechniker der indischen Marine – errichtet wurde, die bei einem Unfall am 8. Januar 1990 in diesem Gebirgscamp ihr Leben verloren. | M 3 (2004)      | Alexander-von-Humboldt-Gebirge, Königin-Maud-Land 71° 45′ 8″ S, 11° 12′ 30″ O |
| | Datei hochladen | HSM-79 | Lillie-Marleen-Hütte                                                                 | Lillie-Marleen-Hütte, Mount Dockery, Everett Range, nördliches Viktorialand. Die Hütte wurde errichtet, um die Arbeit der Deutschen Nord-Victoria-Land-Expedition (German Antarctic Northern Victoria Land Expedition 1979–1980, GANOVEX I) zu unterstützen. Die Hütte, ein Biwak-Container aus vorgefertigten glasfaserverstärkten Kunststoffelementen, abgedichtet durch Polyurethanschaum, wurde nach dem Lillie-Gletscher und dem Lied Lili Marleen benannt. Sie ist eng verbunden mit dem Schiffbruch des Expeditionsschiffs Gotland II während der GANOVEX II im Dezember 1981. | M 5 (2005)      | Everett Range, Viktorialand 71° 12′ 0″ S, 164° 31′ 0″ O                       |
| Amundsens Zelt, errichtet auf 90° Süd durch die Südpolgruppe Roald Amundsens am 14. Dezember 1911. Das Zelt ist gegenwärtig in der Umgebung des Südpols unter Schnee und Eis begraben. | Datei hochladen | HSM-80 | Amundsens Zelt                                                                       | Amundsens Zelt, errichtet auf 90° Süd durch die Südpolgruppe Roald Amundsens am 14. Dezember 1911. Das Zelt ist gegenwärtig in der Umgebung des Südpols unter Schnee und Eis begraben. | M 5 (2005)      | geographischer Südpol 90° 0′ 0″ S, 0° 0′ 0″ O                                 |
| | Datei hochladen | HSM-81 | Rocher du Débarquement                                                               | Rocher du Débarquement, eisfreies Felseneiland, wo Admiral Jules Dumont d’Urville am 21. Januar 1840 mit seiner Mannschaft anlandete, als er Adelieland entdeckte. | M 3 (2006)      | Adelieland 66° 36′ 30″ S, 140° 4′ 25″ O                                       |
| Dieses Denkmal befindet sich in der Nähe der Stationen „Presidente Eduardo Frei“, „Bellingshausen“ und Escudero auf der Fildes-Halbinsel, King George Island. Die Tafel am Fuß des Denkmals erinnert an die Unterzeichner des Antarktisvertrags. Das Denkmal besteht aus vier Gedenktafeln in den Amtssprachen des Antarktisvertrags. Der Text auf den im Februar 2011 installierten Tafeln lautet: „Dieses historische Denkmal, gewidmet dem Gedenken an die Signatarstaaten des Antarktisvertrags, Washington D.C., 1959, ist auch eine Erinnerung an das Erbe des Ersten und des Zweiten Internationalen Polarjahrs (1882–1883 und 1932–1933) und des Internationalen Geophysikalischen Jahres (1957–1958), das dem Antarktisvertrag vorausging, und erinnert an das Erbe der internationalen Zusammenarbeit, die zum Internationalen Polarjahr 2007–2008 geführt hat.“ Das Denkmal wurde entworfen und gebaut vom US-Amerikaner Joseph W. Pearson, der es Chile anbot. Es wurde im Jahr 1999 anlässlich des 40. Jahrestages der Unterzeichnung des Antarktisvertrags enthüllt. | Datei hochladen | HSM-82 | Denkmal für den Antarktisvertrag                                                     | Dieses Denkmal befindet sich in der Nähe der Stationen „Presidente Eduardo Frei“, „Bellingshausen“ und Escudero auf der Fildes-Halbinsel, King George Island. Die Tafel am Fuß des Denkmals erinnert an die Unterzeichner des Antarktisvertrags. Das Denkmal besteht aus vier Gedenktafeln in den Amtssprachen des Antarktisvertrags. Der Text auf den im Februar 2011 installierten Tafeln lautet: „Dieses historische Denkmal, gewidmet dem Gedenken an die Signatarstaaten des Antarktisvertrags, Washington D.C., 1959, ist auch eine Erinnerung an das Erbe des Ersten und des Zweiten Internationalen Polarjahrs (1882–1883 und 1932–1933) und des Internationalen Geophysikalischen Jahres (1957–1958), das dem Antarktisvertrag vorausging, und erinnert an das Erbe der internationalen Zusammenarbeit, die zum Internationalen Polarjahr 2007–2008 geführt hat.“ Das Denkmal wurde entworfen und gebaut vom US-Amerikaner Joseph W. Pearson, der es Chile anbot. Es wurde im Jahr 1999 anlässlich des 40. Jahrestages der Unterzeichnung des Antarktisvertrags enthüllt. | M 3 (2007)      | Fildes-Halbinsel, King George Island 62° 12′ 1″ S, 58° 57′ 41″ W              |
| | Datei hochladen | HSM-83 | Base W                                                                               | „Base W“ liegt auf einer schmalen Landenge am nördlichen Ende der Detaille-Insel, Lallemand-Fjord, Loubet-Küste. Die Stätte besteht aus einer Hütte und einer Reihe von damit verbundenen Strukturen und Nebengebäuden, einschließlich eines kleinen Notfalllagergebäudes, eines Hundeverschlags, eines Anemometerturms und zweier Standard-Stahlrohr-Funkmasten (einer südwestlich und einer östlich des Hauptgebäudes). „Base W“ wurde 1956 als britische wissenschaftliche Station für die Schwerpunktaufgaben Vermessung, Geologie und Meteorologie und als Beitrag zum Internationalen Geophysikalischen Jahr 1957 errichtet. Als wenig unveränderte Station aus den späten 1950er Jahren bietet „Base W“ ein wichtiges Beispiel für die Wissenschaft und Lebensbedingungen vor der Unterzeichnung des Antarktisvertrags. | M 14 (2009)     | Detaille-Insel, Loubet-Küste 66° 52′ 0″ S, 66° 48′ 0″ W                       |
| Die Stätte besteht aus einer gut erhaltenen Hütte und den darin befindlichen wissenschaftlichen Geräten und anderen Artefakten. Sie befindet sich am Damoy Point an der Dorian-Bucht, Wiencke-Insel, Palmer-Archipel. Die Hütte wurde im Jahr 1973 errichtet und diente für eine Reihe von Jahren als britische Sommer- und Durchgangsstation für wissenschaftliches Personal. Sie war zuletzt im Jahr 1993 besetzt. | Datei hochladen | HSM-84 | Hütte am Damoy Point                                                                 | Die Stätte besteht aus einer gut erhaltenen Hütte und den darin befindlichen wissenschaftlichen Geräten und anderen Artefakten. Sie befindet sich am Damoy Point an der Dorian-Bucht, Wiencke-Insel, Palmer-Archipel. Die Hütte wurde im Jahr 1973 errichtet und diente für eine Reihe von Jahren als britische Sommer- und Durchgangsstation für wissenschaftliches Personal. Sie war zuletzt im Jahr 1993 besetzt. | M 14 (2009)     | Wiencke-Insel, Palmer-Archipel 64° 49′ 0″ S, 63° 31′ 0″ W                     |
| Die ca. 46 × 61 cm große bronzene Gedenktafel ist an einem senkrechten Felsen an der McMurdo-Station angebracht, dem ehemaligen Standort des PM-3A-Kernkraftwerks. Er liegt etwa auf halber Höhe an der Westseite des Observation Hill. Der Text auf der Gedenktafel beschreibt die Errungenschaften der PM-3A als erstem Kernkraftwerk der Antarktis. | Datei hochladen | HSM-85 | Gedenktafel für das PM-3A-Kernkraftwerk bei der McMurdo Station                      | Die ca. 46 × 61 cm große bronzene Gedenktafel ist an einem senkrechten Felsen an der McMurdo-Station angebracht, dem ehemaligen Standort des PM-3A-Kernkraftwerks. Er liegt etwa auf halber Höhe an der Westseite des Observation Hill. Der Text auf der Gedenktafel beschreibt die Errungenschaften der PM-3A als erstem Kernkraftwerk der Antarktis. | M 15 (2010)     | Ross-Insel 77° 51′ 0″ S, 166° 41′ 0″ O                                        |
| | Datei hochladen | HSM-86 | Gebäude Nr. 1 der Große-Mauer-Station                                                | Das Gebäude Nr. 1, 1985 mit einer Gesamtfläche von 175 m² errichtet, liegt im Zentrum der chinesischen Große-Mauer-Station auf der Fildes-Halbinsel, King George Island, Südliche Shetlandinseln. Das Gebäude markiert den Beginn der chinesischen Antarktisforschung in den 1980er Jahren. | M 12 (2011)     | Fildes-Halbinsel, King George Island 62° 13′ 4″ S, 58° 57′ 44″ W              |
| Eine bronzene Gedenktafel am Standort der Georg-Forster-Station in der Schirmacher-Oase, Königin-Maud-Land, trägt in deutscher Sprache die Aufschrift: „Station Georg Forster 70° 46′ 39″ S 11° 51′ 03″ E von 1976 bis 1996“. Die Gedenktafel ist gut erhalten an einer Felswand am südlichen Rand des Standorts befestigt. Die antarktische Forschungsstation wurde am 21. April 1976 geöffnet und im Jahr 1993 geschlossen. Das gesamte Gelände wurde nach der erfolgreichen Demontage der Station bis zum 12. Februar 1996 komplett gereinigt. Der Standort befindet sich ca. 1,5 km östlich der aktuellen russischen Nowolasarewskaja-Station. | Datei hochladen | HSM-87 | Standort der ersten, permanent besetzten deutschen Antarktis-Station „Georg Forster“ | Eine bronzene Gedenktafel am Standort der Georg-Forster-Station in der Schirmacher-Oase, Königin-Maud-Land, trägt in deutscher Sprache die Aufschrift: „Station Georg Forster 70° 46′ 39″ S 11° 51′ 03″ E von 1976 bis 1996“. Die Gedenktafel ist gut erhalten an einer Felswand am südlichen Rand des Standorts befestigt. Die antarktische Forschungsstation wurde am 21. April 1976 geöffnet und im Jahr 1993 geschlossen. Das gesamte Gelände wurde nach der erfolgreichen Demontage der Station bis zum 12. Februar 1996 komplett gereinigt. Der Standort befindet sich ca. 1,5 km östlich der aktuellen russischen Nowolasarewskaja-Station. | M 18 (2013)     | Schirmacher-Oase, Königin-Maud-Land 70° 46′ 39″ S, 11° 51′ 3″ O               |
| | Datei hochladen | HSM-88 | Professor Kudrjaschows Bohr-Komplex                                                  | Das Gebäude des Bohr-Komplexes auf der Wostok-Station wurde in der Sommersaison 1983 bis 1984 gebaut. Unter der Leitung von Professor Boris Kudrjaschow wurden Bohrkerne von altem Festlandeis gewonnen. | M 19 (2013)     | Wostok-Station, Wilkesland 78° 27′ 52″ S, 106° 50′ 14″ O                      |
| | Datei hochladen | HSM-89 | oberes Gipfel-Camp am Mount Erebus                                                   | Die Stätte umfasst einen Kreisbogen von Felsbrocken, die für die Verankerung eines Zelts verwendet wurden. Dieses diente einer Gruppe von Wissenschaftlern auf Kapitän Scotts Terra-Nova-Expedition 1910–1913 als Unterkunft, als sie im Dezember 1912 den Mount Erebus kartierten und geologische Proben sammelten. | M 20 (2013)     | Mount Erebus, Ross-Insel 77° 30′ 21″ S, 167° 10′ 13″ O                        |
| | Datei hochladen | HSM-90 | unteres Camp E am Mount Erebus                                                       | Der Lagerplatz besteht aus einer leicht erhöhten Fläche von Kies und enthält einige ausgerichtete Felsbrocken, die für die Verankerung eines Zelts verwendet wurden. Der Platz wurde von einer Gruppe von Wissenschaftlern auf Kapitän Scotts Terra-Nova-Expedition 1910–1913 genutzt, als diese im Dezember 1912 den Mount Erebus kartierten und geologische Proben sammelten. | M 21 (2013)     | Mount Erebus, Ross-Insel 77° 30′ 21″ S, 167° 9′ 15″ O                         |
| Die Lame-Dog-Hütte wurde im April 1988 errichtet und war bis 1998 das Hauptgebäude der bulgarischen St.-Kliment-Ohridski-Station. Es ist das älteste erhaltene Gebäude auf der Livingston-Insel und wird gegenwärtig als Funkstation und Postamt genutzt. In der Lame-Dog-Hütte befindet sich zudem ein Museum, das Artefakte der frühen bulgarischen wissenschaftlichen und logistischen Tätigkeit in der Antarktis zeigt. | Datei hochladen | HSM-91 | Lame-Dog-Hütte                                                                       | Die Lame-Dog-Hütte wurde im April 1988 errichtet und war bis 1998 das Hauptgebäude der bulgarischen St.-Kliment-Ohridski-Station. Es ist das älteste erhaltene Gebäude auf der Livingston-Insel und wird gegenwärtig als Funkstation und Postamt genutzt. In der Lame-Dog-Hütte befindet sich zudem ein Museum, das Artefakte der frühen bulgarischen wissenschaftlichen und logistischen Tätigkeit in der Antarktis zeigt. | M 19 (2015)     | St.-Kliment-Ohridski-Station, Livingston-Insel 62° 38′ 29″ S, 60° 21′ 53″ W   |
| Die schwere Zugmaschine Charkowtschanka wurde in der Transportmaschinenfabrik „Malyschew“ in Charkow speziell für die Durchführung von interkontinentalen Schlittenzügen in der Antarktis entwickelt und hergestellt. Sie war das erste nicht serienmäßig hergestellte Transportfahrzeug des sowjetischen Maschinenbaus, das ausschließlich für den Einsatz in der Antarktis produziert wurde. Das Kettenfahrzeug wurde nicht außerhalb der Antarktis eingesetzt. Das macht die Charkowtschanka zu einem einzigartigen historischen Beispiel einer ingenieurtechnischen Entwicklung für die Erforschung der Antarktis. | Datei hochladen | HSM-92 | Zugmaschine Charkowtschanka                                                          | Die schwere Zugmaschine Charkowtschanka wurde in der Transportmaschinenfabrik „Malyschew“ in Charkow speziell für die Durchführung von interkontinentalen Schlittenzügen in der Antarktis entwickelt und hergestellt. Sie war das erste nicht serienmäßig hergestellte Transportfahrzeug des sowjetischen Maschinenbaus, das ausschließlich für den Einsatz in der Antarktis produziert wurde. Das Kettenfahrzeug wurde nicht außerhalb der Antarktis eingesetzt. Das macht die Charkowtschanka zu einem einzigartigen historischen Beispiel einer ingenieurtechnischen Entwicklung für die Erforschung der Antarktis. | M 19 (2015)     | Progress-Station, Prinzessin-Elisabeth-Land 69° 22′ 41″ S, 76° 22′ 59″ O      |
| Wrack der Endurance, Ernest Shackletons Schiff auf der Transarctic Expedition 1914/15, einschließlich aller im Schiff enthaltenen oder früher enthaltenen Gegenstände, die im Umkreis von 150 m auf dem Meeresboden oder in der Nähe des Wracks liegen. Dies umfasst alle mit dem Schiff verbundenen Einrichtungsgegenstände, einschließlich Schiffsrad, Glocke usw. Das umfasst auch alle persönlichen Gegenstände, die die Schiffsexpedition zum Zeitpunkt ihres Untergangs auf dem Schiff zurückgelassen hat. Das Wrack wurde 2022 gefunden. | Datei hochladen | HSM-93 | Wrack der Endurance                                                                  | Wrack der Endurance, Ernest Shackletons Schiff auf der Transarctic Expedition 1914/15, einschließlich aller im Schiff enthaltenen oder früher enthaltenen Gegenstände, die im Umkreis von 150 m auf dem Meeresboden oder in der Nähe des Wracks liegen. Dies umfasst alle mit dem Schiff verbundenen Einrichtungsgegenstände, einschließlich Schiffsrad, Glocke usw. Das umfasst auch alle persönlichen Gegenstände, die die Schiffsexpedition zum Zeitpunkt ihres Untergangs auf dem Schiff zurückgelassen hat. Das Wrack wurde 2022 gefunden. | M 12 (2019)     | Weddell-Meer 68° 39′ 30″ S, 52° 26′ 30″ W                                     |
| | Datei hochladen | HSM-94 | C. A. Larsens Steinhügel                                                             | Der Steinhügel, der 1892 vom norwegischen Kapitän Carl Anton Larsen während der ersten Landerkundung des Gebiets um die aktuelle Position der argentinischen Marambio-Station errichtet wurde, wo die ersten Fossilienfunde in der Antarktis gemacht wurden. Der Steinhügel hatte früher einen Holzpfahl (2 m hoch und 5 cm Durchmesser), von dem nichts mehr übrig ist. | M 12 (2019)     | Marambio-Station, Antarktische Halbinsel 64° 14′ 13″ S, 56° 35′ 8″ W          |
| Das Wrack umfasst alle Teile und Zubehörteile des Schiffes, Bewaffnung, Ausrüstung, Vorräte sowie das Schiff selbst und die darin transportierte Besatzung und das Militärpersonal. Eingeschlossen sind auch alle persönlichen Gegenstände, die die Besatzung beim Untergang im Schiff gelassen hat. Es war ein Linienschiff der dritten Klasse (74 Kanonen) mit zwei Decks und 74 Kanonen, einer Länge von 190 Fuß, einer Breite von 52 Fuß und einem Tiefgang von 25 Fuß. Seine ungefähre Verdrängung betrug 2750 Tonnen, und es hatte eine Besatzung von 644 Mann. | Datei hochladen | HSM-95 | Wrack der San Telmo                                                                  | Das Wrack umfasst alle Teile und Zubehörteile des Schiffes, Bewaffnung, Ausrüstung, Vorräte sowie das Schiff selbst und die darin transportierte Besatzung und das Militärpersonal. Eingeschlossen sind auch alle persönlichen Gegenstände, die die Besatzung beim Untergang im Schiff gelassen hat. Es war ein Linienschiff der dritten Klasse (74 Kanonen) mit zwei Decks und 74 Kanonen, einer Länge von 190 Fuß, einer Breite von 52 Fuß und einem Tiefgang von 25 Fuß. Seine ungefähre Verdrängung betrug 2750 Tonnen, und es hatte eine Besatzung von 644 Mann. | M 22 (2021)     | 62° 0′ 0″ S, 70° 0′ 0″ W                                                      |
| | Datei hochladen | HSM-96 | Gedenktafel zur Erinnerung an den ersten Besuch im Gebiet des Untersees              | Eine 220 mm × 120 mm große und 4 mm dicke Messingtafel mit den Namen von fünf Mitgliedern der 14. sowjetischen Antarktisexpedition, die das Gebiet 1969 besuchten, ist auf einem Aluminiumrohr auf einer felsigen Oberfläche angebracht. | M 18 (2024)     | 71° 20′ 25″ S, 13° 27′ 0″ O                                                   |

## Frühere Historische Stätten und Denkmäler
| Foto |                 | Nummer | Name                                      | Beschreibung | Schutz aufgehoben durch | Standort                                                             |
| --- | --------------- | ------ | ----------------------------------------- | --- | ----------------------- | -------------------------------------------------------------------- |
| Kreuz und Gedenktafel am Kap Denison in George-V.-Land, errichtet von Douglas Mawson auf einem Hügel 300 m südwestlich des Haupthauses der Australasiatischen Antarktisexpedition von 1911 bis 1914. Das Kreuz und die Gedenktafel erinnern an die Expeditionsteilnehmer Belgrave Ninnis und Xavier Mertz, die 1913 während der Expedition den Tod fanden. | Datei hochladen | HSM-12 | Kreuz und Gedenktafel am Kap Denison      | Kreuz und Gedenktafel am Kap Denison in George-V.-Land, errichtet von Douglas Mawson auf einem Hügel 300 m südwestlich des Haupthauses der Australasiatischen Antarktisexpedition von 1911 bis 1914. Das Kreuz und die Gedenktafel erinnern an die Expeditionsteilnehmer Belgrave Ninnis und Xavier Mertz, die 1913 während der Expedition den Tod fanden. | M 3 (2003)              | Kap Denison, George-V.-Land 67° 0′ 0″ S, 142° 42′ 0″ O               |
| Haupthaus der Australasiatischen Antarktisexpedition am Kap Denison in George-V.-Land, errichtet von Douglas Mawson im Jahr 1912. | Datei hochladen | HSM-13 | Hütte am Kap Denison                      | Haupthaus der Australasiatischen Antarktisexpedition am Kap Denison in George-V.-Land, errichtet von Douglas Mawson im Jahr 1912. | M 3 (2003)              | Kap Denison, George-V.-Land 67° 0′ 0″ S, 142° 42′ 0″ O               |
| Hütte und Tafel auf der Peter-I.-Insel, errichtet am Framnæsodden vom norwegischen Kapitän Nils Larsen (1900–1976) im Februar 1929. Die Gedenktafel war beschriftet „NORVEGIA-EKSPEDITIONEN 2-2-1929“. Bei Anlandungen in den 1980er Jahren waren Hütte und Tafel nicht mehr auffindbar.                                                                   | Datei hochladen | HSM-25 | Hütte und Tafel der Norvegia-Expedition   | Hütte und Tafel auf der Peter-I.-Insel, errichtet am Framnæsodden vom norwegischen Kapitän Nils Larsen (1900–1976) im Februar 1929. Die Gedenktafel war beschriftet „NORVEGIA-EKSPEDITIONEN 2-2-1929“. Bei Anlandungen in den 1980er Jahren waren Hütte und Tafel nicht mehr auffindbar.                                                                   | M 3 (2003)              | Peter-I.-Insel 68° 47′ 0″ S, 90° 42′ 0″ W                            |
| Gedenktafel an der Stelle eines früheren Friedhofs auf Deception Island, auf dem in der ersten Hälfte des 20. Jahrhunderts 40 norwegische Walfänger beerdigt wurden. Der Friedhof wurde im Februar 1969 bei einem Vulkanausbruch verschüttet. | Datei hochladen | HSM-31 | Gedenktafel in Whalers Bay                | Gedenktafel an der Stelle eines früheren Friedhofs auf Deception Island, auf dem in der ersten Hälfte des 20. Jahrhunderts 40 norwegische Walfänger beerdigt wurden. Der Friedhof wurde im Februar 1969 bei einem Vulkanausbruch verschüttet. | M 3 (2003)              | Deception Island, Südliche Shetlandinseln 64° 59′ 0″ S, 60° 34′ 0″ W |
| | Datei hochladen | HSM-58 | Steinhügel mit Gedenktafel in Whalers Bay | Steinhügel in der Nähe des Walfängerfriedhofs in Whalers Bay mit Gedenktafel zu Ehren von Kapitän Adolf Amandus Andresen (1872–1940), einem Pionier der Antarktis, der 1906 als Erster mit einem Walfang-Fabrikschiff in der Bucht ankerte. Das Denkmal wurde im Februar 1969 bei einem Vulkanausbruch verschüttet.                                        | M 3 (2003)              | Deception Island, Südliche Shetlandinseln 64° 59′ 0″ S, 60° 34′ 0″ W |